# BK Kijów
BK Kijów (ukr. Баскетбольний клуб «Київ», Basketbolnyj Kłub "Kyjiw") – ukraiński klub koszykarski, mający siedzibę w mieście Kijów.

## Historia
Chronologia nazw:
- 1999: BK Kijów (ukr. БК «Київ»)
- 2015: klub rozwiązano

Klub koszykarski BK Kijów został założony w Kijowie w 1999 roku. W sezonie 1999/2000 zespół rozpoczął występy w Wyższej Lidze Ukrainy, zdobywając w debiutanckim sezonie tytuł mistrza. W 2005 powtórzył ten sukces. Po zakończeniu sezonu 2014/15 klub został rozwiązany.

## Sukcesy
- mistrz Ukrainy: 2000, 2005
- wicemistrz Ukrainy: 2001, 2002, 2004, 2006, 2007, 2008
- brązowy medalista Mistrzostw Ukrainy: 2003
- zdobywca Pucharu Ukrainy: 2007
- finalista Pucharu Ukrainy: 2006, 2008, 2010
- wicemistrz FIBA EuroCup: 2005
- brązowy medalista FIBA EuroCup: 2006

## Struktura klubu

### Stadion
Klub koszykarski rozgrywał swoje mecze domowe w hali Pałacu Sportu w Kijowie, który może pomieścić 6850 widzów.